# بیدل
ابوالمعانی میرزا عبدالقادر بن عبدالخالق ارلاس، (۱۰۵۴–۱۱۳۳) متخلص به بیدل، و نیز مشهور با نام بیدل دهلوی شاعر ترک‌تبار پارسی‌سرای سبک هندی در اواخر قرن یازدهم و اوایل قرن دوازدهم هجری است.

## زندگی‌نامه
ابوالمعانی میرزا عبدالقادر بیدل فرزند میرزا عبدالخالق در سال ۱۰۵۴ هـ. ق در پتنه در ایالت بهار هندوستان به دنیا آمد، در آن‌جا رشد کرد و تربیت یافت. سال تولد او از «انتخاب» و «فیض قدس» در می‌آید.
او شاعر پارسی‌گوی است که از ترکان جغتایی بَرلاس یا ارلاس بدخشان بود. وی بیشتر عمر خود را در شاه‌جهان‌آباد دهلی زندگی کرد و آثار منظوم و منثور خود را خلق کرد.
او در سال ۱۰۷۹ ه‍.ق به‌خدمت محمداعظم بن اورنگ زیب پیوست. سپس، به سیاحت پرداخت و سرانجام، در «سال ۱۰۹۶ ه‍. ق» در دهلی سکنی گزید. او نزد آصف جاه اول، (نظام حیدرآباد) دکن منزلت بلند داشت.
بیدل در روز پنج‌شنبه چهارم صفر سال ۱۱۳۳ ه‍.ق در دهلی زندگی را بدرود گفت و در صحن خانه‌اش، در جایی که خودش وصیت کرده بود، دفن گردید.

## مرگ و محل دفن بیدل
علامه صلاح‌الدین سلجوقی در صفحهٔ ۸۷ کتاب نقد بیدل این‌طور می‌نویسد:
«حینی که به هند بودم، از بیدل خیلی جستجو نمودم، ولی، معلوم شد که مردم هند کنون بیدل را فراموش کرده‌اند. (مظهر) و (ظهوری) نزد ایشان بارها بلندتر است از بیدل. قبر بیدل هم پیدا نشد، و من به درجهٔ اخیر به حیث یک جنرال قونسل افغانی که نزد اهل هند محترم است خیلی کوشیدم. در پایان کوشش خود به این فکر آمدم که بقایای او را به کابل آورده‌اند، و من درین‌باره با استاد سیدمحمدداود الحسینی همنوا هستم. اسناد استاد موصوف خوب قوی است، و علاوه بر آن، گم شدن و ناپدید شدن ناگهانی قبر در زمانی که در آن محیط بزرگ‌ترین شاعر و صوفی و ادیب محسوب می‌شد، هیچ معنی ندارد به‌جز این‌که جثهٔ او را از خانه‌اش (که طبعاً قبر در خانه معنی دیگری ندارد به‌جز این‌که موقت باشد) رسماً به وطنش و باز به جایی که در قریهٔ (خواجه رواش) به‌نام محلهٔ چغتایی‌ها، یعنی اقوام بیدل، معمور و معروف بوده‌است و تا کنون مرکز صوفی‌های وحدت‌الوجودی یعنی انصاری‌های پای منار است، آورده‌اند».
استاد سلجوقی سپس ادامه می‌دهد:
«اینکه اگر بعضی می‌گویند یا بگویند که قبر بیدل از طرف بعضی مهاجمین از بین رفته‌است معنی ندارد. مهاجمین به بسیاری قبرها حمله کرده‌اند؛ ولی قبر از میان نرفته‌است. این کار به قبر جامی هم صورت گرفت ولی قبر باقی ماند و کنون مرجع خاص و عام است. مخصوصاً که مهاجم مانند سیل زودگذر باشد؛ و طبیعی است که آن‌طور مقبرهٔ مورد تجاوز هنوز محترم‌تر و محبوب‌تر و آبادتر می‌گردد.»
در اسناد استاد سیدمحمدداود الحسینی که سلجوقی عنوان کرده، از حدود ۸۶ شخصیت یاد شده‌است، که آوردن نام همهٔ آنان در این مقاله جایز و میسر نیست. در این‌جا تنها برخی از این اشخاص ذکر می‌شوند: استاد بیتاب، علامه صلاح‌الدین سلجوقی، میرغلام حضرت شایق جمال، میرغلام‌محمد غبار، سرور گویا اعتمادی، استاد خلیل‌الله خلیلی، دکتر میرنجم‌الدین انصاری، پروفسور میرامان‌الدین انصاری، میرمحمد آصف انصاری، غلام‌حسن مجددی، محمدابراهیم خلیل، علی‌محمد‌خان آدینه وزیر دربار، خال‌محمد خسته، وزیر علوم و معارف و وزیر امور خارجه فیض محمد زکریا، دکتر نجیب‌الله توروایانا، محمدابراهیم صفا، دکتر عبدالاحمد جاوید، احمدعلی محمد حیدر ژوبل، پروفسور عبدالحی حبیبی، محمدطاهر بدخشی، سیدشمس‌الدین مجروح، دکتور محمد انس، غلام سرور ناشر، پروفسور الساندر بوزانی استاد دانشگاه ناپل ایتالیا، مولوی فیض‌الله قندهاری، مولانا سیدمحمد‌عمر هروی، مولانا عبدالقدیر شهاب، مولانا فضل حق رامپوری و مولانا اشرف‌علی نهادنی و مولانا امجد‌علی بهاری، دکتر عبدالغنی (نویسندهٔ کتاب احوال و آثار میرزا عبدالقادر بیدل) و پروفسور محمدباقر رئیس دانشگاه پنجاب.
این دانشمندان همه متفق به یک نظر هستند که استخوان‌های بیدل به وطن اصلی آن شاعر انتقال داده شد.
بقایای جسد میرزا عبدالقادر بیدل را در کنار مقبرهٔ میرزا ظریف و شخص دیگری که غازی‌خان نام داشته‌است، به خاک سپردند.
به اساس مدارک و شواهد به‌دست‌آمده و روایت برخی، حفریاتی که به‌وسیلهٔ دانشمندان در مزار بیدل در خواجه‌رواش کابل صورت گرفت، دخمه‌ای در آن‌جا پیدا شد که در سمت غربی آن گوری وجود داشت که با گچ و آجر پخته ساخته شده بود و لوح سنگی نیمه شکسته‌ای داشت. از عبارت لوحه سنگ برمی‌آمد که قبر از آن چه کسی بوده و در سال ۱۰۲۶ هـ.ق قبل از ولادت بیدل وفات نموده‌است. در سمت شرقی دخمه استخوان‌های دو نفر به صورت نامنظم در صحن دخمه دفن شده بودند که دلیلی بر انتقال استخوان‌ها می‌باشد.
محلهٔ مذکور از قدیم نزد مردم آن دیار به یکه‌ظریف یعنی ظریف‌آباد شهرت دارد، بدون آن‌که متوجه باشند که میرزا ظریف مامای بیدل بوده‌است و با دخترش در خواجه‌رواش ساکن هستند. بر خاک بیدل لوح سنگی‌ای هم وجود داشت، ولی در دورهٔ فرمان‌روایی امیر عبدالرحمن‌خان، در هنگام قیام هزاره، که در اثر آن از سال ۱۸۹۱ تا ۱۸۹۳ جنگ شدیدی جریان داشت، این لوح سنگی به دست تیمور شاه، احمد شاه و سلطان شاه، صاحبان باغ و زمینی که مزار بیدل و مامایش میرزا ظریف در آن قرار داشت، از بین رفت. آنان بر این باور بودند که توجه شخص امیر عبدالرحمن‌خان که به زیارت بیدل آمده بود و تصمیم ساختن آبادی را داشت، به اصطلاح باعث رونق باغ و جایگاه ایشان خواهد شد. تمام جزئیات از بین بردن و محو کردن لوح سنگی مزار بیدل را صاحب شاه، وارث عاملان این کار اعتراف کرده و به صورت تحریری به استاد سیدمحمدداود الحسینی پژوهشگر مزار بیدل تسلیم کرده‌است.
در اواخر سال‌های چهل شمسی قرار بود به پیشنهاد و ابتکار حسینی و تأیید و اداره دولت وقت افغانستان، گنبدی بر مزار بیدل آباد شود. لوح سنگی هم به خط موصوف که خطاط بود، تهیه شد و بر مزار بیدل گذاشته شد. معماری مزار این شاعر صوفی که از سوی ریاست سازمان وزارت دفاع ملی افغانستان آغاز شده بود، بنابر تغییرات پی‌درپی سیاسی در افغانستان تاکنون به پایان نرسیده‌است.

در مورد قبری که بعداً به‌نام قبر بیدل در دهلی شناخته شد، سرور گویا چنین می‌نویسد:
«در این اواخر یعنی در سال ۱۳۵۹ قمری در نزدیکی قلعهٔ شیرشاه سوری مشهور به پرانه‌قلعه مقابل آرامگاه ملک نورالدین یار پران کنار جادهٔ مترا، خواجه حسن نظامی دهلوی بنا بر علتی در خرابه‌ای مرتفع و تپه‌زاری، قبری به‌نام بیدل شهرت داد و از نظام حیدرآباد درخواست نموده تا به امداد وی مقبره را آباد نماید. نظام حیدرآباد دکن دو هزار روپیه هندی فرستاد و صفحه و صورت قبر از پارچهٔ رخام و خشت و سیمان آباد گردید و کتیبه‌ای هم به زبان اردو خواجه حسن نظامی بر آن نوشت و به‌نام میرزا بیدل اشتهار یافت. نظامی در این‌باره به‌کلی اشتباه نموده‌است و غرضی داشته‌است. قبر مذکور به هیچ وجه من‌الوجوه از آن بیدل نیست. به‌طوری‌که شاگردان و معاصران بیدل می‌نویسند، خانه و قبر بیدل در جوار دروازهٔ دهلی محلهٔ کهکریان کنار دریای جمنا واقع بوده که از قبر ملک نورالدین یار پران زیاده از دو میل فاصله دارد. به‌علاوه قبر ملک یار پران و مقابلش قبر ابوبکر طوسی از زمان علاءالدین بلخی موجود و مشهور بوده‌است و هیچ‌یک از معاصران و شاگردان حضرت میرزا - قبر بیدل را نزدیک به این دو قبر و قلعهٔ شیرشاه سوری اشارت نکرده‌است. همچنین در کتاب مزارات اولیای دهلی و آثار الصنادید و چراغ دهلی و واقعات حکومت دهلی و مسافر دهلی و غرابت نکر و غیره از مقبرهٔ بیدل در صد سال هیچ جا ذکری نرفته‌است. شاعر نامور هند میرزا اسدالله غالب در زمان حیات خود بسیار جستجو و تفحص نموده تا اثری از قبر بیدل در دهلی بیابد. در یک مکتوب خود این مطلب را نوشته و عدم موفقیت خود را اظهار می‌نماید. خلاصه تا زمان مؤلف عقد ثریا یعنی ۱۱۹۹ هجری قمری که ۲۳ سال بعد از مرگ میرزا بیدل آرامگاهش معلوم بوده‌است و بعد از آن به‌کلی نامعلوم، و کسی از آن سراغی نداده‌است».
این موضوع را می‌توان در کتاب احوال و آثار میرزا عبدالقادر بیدل که به‌وسیلهٔ دکتر عبدالغنی استاد دانشگاه پنجاب تألیف گردیده و اثر گران‌بهایی در مورد زندگی و آثار بیدل است مطالعه نمود. او می‌نویسد:
«بالاخره در آثار الصنادید سر سید احمد که در سال ۱۸۴۷ میلادی نوشته شده‌است و نیز در کتاب‌هایی که بعد از آن تصنیف گردیده
غرابت نگار، مزارات اولیای دهلی و واقعات دارالحکومهٔ دهلی ذکری از قبر بیدل نرفته‌است. قابل توجه‌است که کتاب آخرالذکر در این موضوع به‌صورت جامع بحث می‌کند و حتی از خرابه‌های دهلی نیز نام می‌برد. آثار الصنادید نیز در این زمینه بسیار مهم است. میرزا اسدالله‌خان غالب (۱۷۹۷–۱۸۶۹ میلادی) که از پیروان ارادتمند بیدل بود تقریظی بر کتاب مذکور نوشته. اگر اثری از قبر بیدل در سال ۱۸۴۷ میلادی وجود می‌داشت، غالب حتماً از (سر سیداحمد‌خان) درخواست می‌نمود تا از آن در کتاب خویش یاد کند. بنابراین واضح است که در آن وقت قطعاً اثری از قبر بیدل به‌جا نمانده بود. نظر به این‌همه دلایل عقیدهٔ من این است که مولانا حسن نظامی به کشف محل اصلی قبر بیدل موفق نشده بود. قبری که با وجود شکل غیرمشخص خود از طرف مولانا حسن نظامی در سال ۱۹۴۱ میلادی (مطابق ۱۳۵۹ هجری) تشخیص شده نتوانست. در سال ۱۸۴۷ میلادی یعنی یک قرن پیش‌تر به صورت بهتری قابل تشخیص بود. اما می‌دانیم که غالب و سر سیداحمد حتی یک کلمه نیز راجع به بیدل در آثار الصنادید اظهار نکرده‌اند. بنابرین برای تعیین قبر بیدل تحقیق علمی در خود همان جای لازم است.
غلام‌حسن مجددی در صفحهٔ ۸۶ کتاب بیدل‌شناسی چنین می‌نویسد:
«در اثر غفلت متمادی قبر این شاعر بزرگ ناپدید گردید. قبلاً ذکر گردید که در پایان سدهٔ دوازدهم هجری خانهٔ بیدل به حالت ویرانی، چون کسی نبود که از قبر مراقبت کند شاید در طول سه یا چهار عشرهٔ اول سدهٔ سیزدهم هجری در اثر خرابکاری‌های زمان از میان رفته باشد. دکتر عبدالغنی می‌گوید: مولانا حسن نظامی مصنف آثار متعددی دربارهٔ دهلی، به‌ من نوشته‌است که چون مرقع دهلی مؤلفهٔ درگاه قلی‌خان را به زبان اردو ترجمه می‌نمود، در آن ذکر گردیده بود که قبر بیدل معلوم نیست؛ و مولانا شاه سلیمان صاحب پهلواری پس از خواندن ترجمهٔ مذکور به وی نوشت که قبر در مقابل (قلعهٔ قدیم) و در مجاورت قبر ملک نورالدین یارپران واقع بوده‌است، مولانا به آن‌جا شتافت، اثری از قبر به‌جا نمانده بود.»
استاد مجددی سپس در صفحهٔ ۸۷ کتابش می‌افزاید:
«در آثار الصنادید میر سید احمد که در سال ۱۸۴۷ میلادی نوشته شده‌است و نیز در کتبی که بعد از آن تألیف گردیده، ذکری از قبر بیدل نرفته‌است.»
این‌که مجددی می‌نویسد که در اثر غفلت متمادی قبر این شاعر بزرگ ناپدید گردید، یا این‌که نوشته‌است که شاید در طول سه یا چهار عشرهٔ (دهه) اول سدهٔ سیزدهم هجری در اثر خرابکاری‌های زمان از میان رفته باشد، ادعاها و نظریه‌های خیلی ضعیف و بی‌اساسی می‌باشند. آیا از میان هزاران قبر، این کار فقط در مورد قبر بیدل صورت گرفته‌است؟ چرا سایر مزارات و مقابر دهلی از گزند روزگار در امان مانده‌اند؛ یا هزاران قبر، حتی قبور اشخاص گمنام، در هرات و غور و بلخ و کابل و غزنی با وجود گذشت سده‌ها هنوز پابرجا هستند؟ ولو هزاران قبر اشخاص گمنام در میان آن‌ها وجود دارد. هرچند که دلیل ذکر‌شده معتبر نیست زیرا قبرهایی هم هستند که از بین رفته‌اند و ما از وجود آن‌ها بی‌خبریم.
محمد حیدر ژوبل که استاد تاریخ ادبیات در دانشکدهٔ ادبیات کابل بود، در کتاب خود با عنوان «بیدل و تأثیر سبک وی در ادبیات ما» در صفحهٔ ۱۲۹ نوشته‌است که: «بیدل به‌عمر هفتاد و هفت سالگی در دهلی وفات نمود و در خانهٔ خود در شاه‌جهان‌آباد (دهلی قدیم) مدفون شد و… بعد به کابل انتقال داده شد.» پس به صراحت باید گفت که پژوهش‌های عاری از اهداف شخصی و نفسی سیدداود حسینی، طوری‌که در بالا نظر سلجوقی را خواندیم، کاملاً درست بوده و واضح است که بیدل در محلهٔ یکه ظریفِ، قریهٔ خواجه‌رواش کابل آرمیده‌است. بیدل در ایران، افغانستان، بخشی از سین‌کیانگ چین، تاجیکستان و ازبکستان محبوبیت بسیار دارد.
در مجموع بیدل شاعری پارسی‌گوی بود و تابع سبک هندی، بود و در این‌باره شکی نیست؛ زیرا آثار و مضامین او از فرهنگ و هویتی فارسی و دری خبر می‌دهند.

## سبک و هنر شعری
در آثار بیدل، افکار عرفانی با مضامین پیچیده، استعارات، و کنایات به‌هم آمیخته، و خیال‌پردازی و ابداع مضامین تازه با دقت و موشکافی زیادی همراه گردیده‌است. در نظم و نثر سبکی خاص دارد و از بهترین نمونه‌های سبک هندی به‌شمار می‌آید.
شفیعی کدکنی در کتاب شاعر آیینه‌ها در مورد بیدل می‌گوید: «بیدل را باید نماینده تمام‌عیار اسلوب هندی به‌شمار آوریم.»

## آثار
مجموع آثار این سخن‌پرداز و متفکر، به اهتمام و دقتی که شایستهٔ آن بود، تا سال ۱۳۴۱ شمسی انجام نشده بود. تقریباً مجموعه‌ای از آثار او در سال ۱۲۹۹ هجری قمری در مطبعهٔ صفدری در بمبئی به اهتمام ملا نور دین بن جیواو به‌دستور مختارشاه کشمیری و ملا عبدالحکیم مرغینانی نوشته شده‌است. چند بار هم در هند و ماوراءالنهر - گاهی غزلیات و گاهی هم غزلیات با یکی دو اثر دیگر او چاپ گردیده بود؛ ولی، هیچ‌یک از این نسخ مشتمل بر تمام آثارش نبوده‌است. تنها نسخهٔ چاپخانه صفدری نسبت به تمام نسخه‌های چاپ‌شده کامل‌تر بود، اما این نسخه نیز تمام آثار منظوم و منثور بیدل را دربرنداشت و سرشار از خطاهای املایی بود. گذشته از آن چون نوشتن کتاب در متن و حاشیه صورت گرفته بود، برای خواننده خسته‌کننده بود. با وجود کمبودهای موجود در کتاب، نسخه‌های آن نایاب شده بود.
نسخهٔ جامع دیگری بعدها به ارادهٔ سردار نصرالل‌خان نایب‌السلطنه در چاپخانه کابل به شکل حروفی با قطع بزرگ، زیر چاپ رفت. اما چاپ نسخهٔ مذکور، که در ترتیب و تدوین آن جمعی از دانشمندان افغانستان اهتمام ورزیده بودند، نزدیک به پایان ردیف دال رسیده بود که نایب‌السلطنه جهان را وداع نمود و دیوان غزل بیدل ناتمام ماند.
در ضمن سایر جنبش‌های علمی و ادبی که توأم با نهضت‌های اجتماعی در سال‌های چهل هجری شمسی پدید آمد، تصمیم گرفته شد تا کلیات بیدل در چاپخانه معارف افغانستان چاپ شود. در اوایل مرداد سال ۱۳۴۱ هجری شمسی، غزلیات بیدل که جلد اول از آثار او قرار داده شده بود، در مدت کمتر از یک سال در همان چاپخانه، چاپ شد و به این طریق پیامی که این شاعر و متفکر بزرگ به جهان بشریت دارد، در دسترس علاقه‌مندان گذاشته شد؛ و به‌همین ترتیب جلدهای بعدی یکی پس از دیگری به چاپ رسیدند:
- جلد دوم کلیات شامل ترکیب‌بند، ترجیع‌بند، قصاید، قطعه، رباعیات، و مخمسات است در ماه تیر ۱۳۴۲؛ رباعیات به صورت جداگانه در دی ۱۳۴۲ شمسی
- جلد سوم کلیات شامل عرفان، طلسم حیرت، طُور معرفت، و محیط اعظم در بهمن ۱۳۴۲ شمسی
- جلد چهارم کلیات چهار عنصر، رقعات، و نکات در خرداد ۱۳۴۴ شمسی

در این دیوان، هر غزل به‌ترتیب حروف هجا که در آخر قافیه‌ها آمده، به سلسلهٔ حروف الفبا چاپ شده و این ترتیب در حرف اول مصراع اول مطلع نیز رعایت گردیده‌است. در پایان هر جلد فهرستی نیز ترتیب و چاپ شده که جستجو کردن و یافتن غزل‌ها آسان شود. در چاپ این دیوان، توجه دکتر میرنجم‎الدین انصاری، سعی استاد عبدالحق بیتاب، همکاری سید محمد داود حسینی به‌خصوص اهتمام و کوشش شبانه‌روزی شاعر و محقق خال محمد خسته قابل یادآوری است. قابل ذکر است که مطابق ادعای رابندرابنداس خوشگو، مؤلف کتاب «سفینهٔ خوشگو، طبع پتنه، بهار» کلیات بیدل در هنگام حیات خودش نیز تدوین شده بود و تعداد اشعار او را قید نموده که نظم و نثر آثار بیدل را نود و نه هزار بیت می‌داند و از آن جمله تعداد غزلیات را پنجاه و چند هزار درج کرده‌است. مثنوی عرفان هم از آثار اوست که به زبان فارسی نوشته شده‌است.

### طور معرفت
طُوَرِ معرفت مثنوی دوم از مثنویات عرفانیات بیدل دهلوی است که بر وزن «یوسف و زلیخا»ی جامی و «شیرین و خسرو» ی امیرخسرو دهلوی است که در هزار و سیصد بیت است و سفرنامه‌ای رمزی است که آن را طور معرفت می‌نامیده‌اند. بیدل در این مثنوی مانند شبستری کوه طور یا سینا را مقام تجلی و جلوه دانسته‌است. این مثنوی دارای سه‌هزار بیت است.

### نسخه‌های کلیات بیدل
- نسخهٔ چاپی وزارت علوم افغانستان
- کلیات ابوالمعانی میرزا عبدالقادر بیدل دهلوی به تصحیح خلیل‌الله خلیلی و خال‌محمد خسته شامل تمام آثار بیدل در چهار جلد
- غزلیات بیدل به تصحیح عباس داکانی و اکبر بهداروند
- نسخهٔ صوتی غزلیات بیدل با خوانش سیدحسن حسینی
- غزلیات بیدل به تصحیح دکتر سیدمهدی طباطبایی در دو جلد (شهریور ۱۴۰۰)

## آثار مربوط به بیدل

### کتاب
- نقد بیدل نوشتهٔ صلاح‌الدین سلجوقی
- شاعر آیینه‌ها نوشتهٔ محمدرضا شفیعی کدکنی
- بیدل، سپهری و سبک هندی نوشتهٔ سیدحسن حسینی
- مشق معنی بیدل نوشتهٔ سیدحسن حسینی[۶]
- کلید در باز، رهیافت‌هایی در شعر بیدل نوشتهٔ محمدکاظم کاظمی
- جهان بیدل، نوشته سید محمد حسینی فطرت، شابک ‎۹۷۸-۶۰۰-۶۵۸۰-۳۳-۳.
- واژه‌نامهٔ شعر بیدل نوشتهٔ اسدالله حبیب[۷]، شابک ‎۹۷۸-۶۰۰-۱۷۵-۷۰۷-۵.
- «مکتوب انتظار "پژوهشی در احوال، آثار و شیوه‌ی شاعری و نویسندگی بیدل" همراه با شرح و تحلیل برگزیده‌ی غزلیات او»، نوشته یحیی کاردگر، انتشارات صدای معاصر، شابک ‎۹۷۸-۹۶۴-۶۴۹۴-۹۴-۷

## نمونه اشعار
غزل
| دیده را باز به دیدار که حیران کردیم |  | که خلل در صف جمعیت مژگان کردیم     |
| غیر وحشت نشد از نشئهٔ تحقیق بلند     |  | می به ساغر مگر از چشم غزالان کردیم |
| رهزنی داشت اگر وادی بی مطلب عشق     |  | عافیت بود که زندانی نسیان کردیم    |
| موج ما یک شکن از خاک نجوشید بلند    |  | بحر عجزیم که در آبله طوفان کردیم   |
| حاصل از هستی موهوم نفس دزدیدن       |  | اینقدر بود که بر آینه احسان کردیم  |

رباعیات
| بی اسم و صفت، دلت به خود محرم نیست |  | بی‌رنگ و بو، بهار جز مبهم نیست    |
| عالم به وجود من و تو موجود است     |  | گر موج و حباب نیست، دریا هم نیست |
| تا در کف نیستی عنانم دادند         |  | از کشمکش جهان امانم دادند        |
| چون شمع، سراغ عافیت می‌جستم         |  | زیر قدم خویش نشانم دادند         |